# Turridae
Turridae là một họ ốc trong siêu họ Conoidea. 

## Phân loại hiện nay
- Cryptogemma Dall, 1918
- Decollidrillia Habe & Ito, 1965
- Epidirella Iredale, 1913
- Gemmula Weinkauff, 1875
- Iotyrris Medinskaya & Sysoev, 2001
- Kuroshioturris Shuto, 1961
- Lophiotoma Casey, 1904
- Lucerapex Iredale, 1936
- Pinguigemmula McNeil, 1961
- Pleuroliria De Gregorio, 1890
- Polystira Woodring, 1928
- Pseudexomilus Powell, 1944
- Ptychosyrinx Thiele, 1925
- Turridrupa Hedley, 1922
- Turris Röding, 1798 - type genus
- Unedogemmula MacNeil, 1961
- Xenuroturris Iredale, 1929

Synonymy

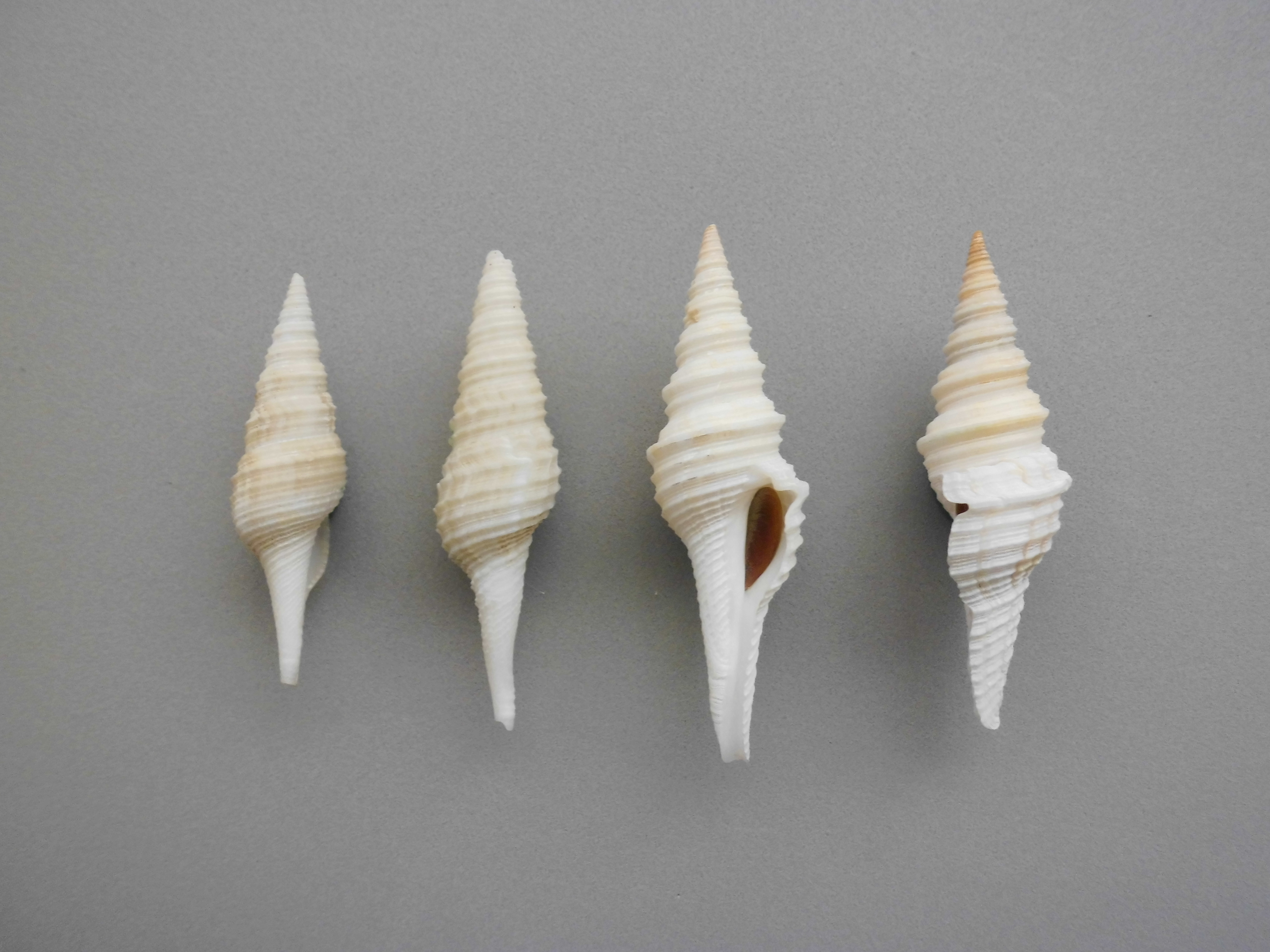
Polystira albida

- Annulaturris Powell, 1966 accepted as Turris Batsch, 1789
- Austrogemmula Laseron, 1954 accepted as Epidirella Iredale, 1913
- Bathybermudia Haas, 1949 accepted as Ptychosyrinx Thiele, 1925
- Clamturris Iredale, 1931 accepted as Xenuroturris Iredale, 1929
- Eugemmula Iredale, 1931 accepted as Gemmula Weinkauff, 1875
- Lophioturris Powell, 1964 accepted as Lophiotoma Casey, 1904
- Oxytropa Glibert, 1955 accepted as Polystira Woodring, 1928
- Pleurotoma Lamarck, 1799 accepted as Turris Batsch, 1789